# Volano (batteria)

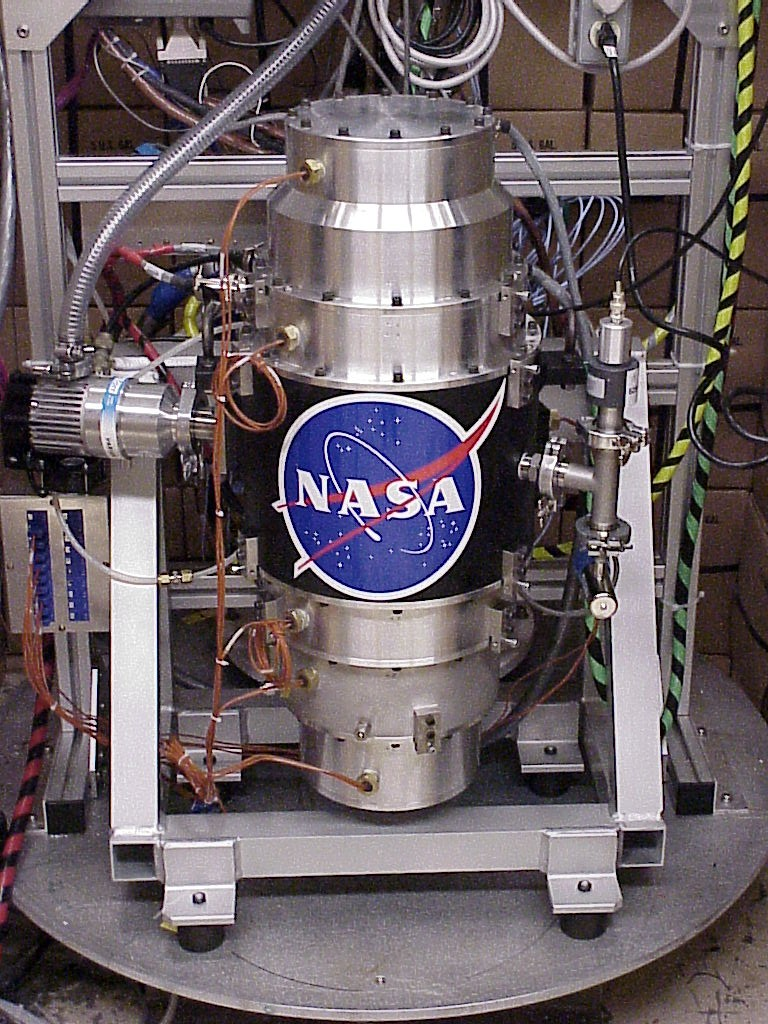
Una batteria a volano della NASA

La batteria a volano o FES in inglese, cioè Flywheel Energy Storage, è un dispositivo elettromeccanico atto all'immagazzinamento di energia sotto forma di energia cinetica rotazionale.
L'idea di base è accumulare energia ponendo in rapida rotazione un volano, realizzando perciò una batteria inerziale. Quest'idea è molto interessante poiché si possono accumulare grandi quantità di energia in un oggetto "piccolo" (buona capacità energetica specifica) rispetto ad altri tipi di accumulatore, come ad esempio le celle elettrochimiche.
Anche se la tecnologia è in linea di massima a livello prototìpico e sperimentale, esistono molte applicazioni altamente specialistiche (industria aerospaziale, automobilismo, etc.) o dimostrative (protòtipi automobilistici, concept car, etc.); la batteria a volano permette quando non è connessa ad alcun dispositivo di mantenere livelli di energia nel tempo che sono misurabili sulla scala di decine di anni prima che il volano rallenti ad un movimento non operativo, che cioè si scarichi; se si aggiungono output elevati, cicli di ricarica ultrarapidi e bassissima manutenzione si evince che la batteria a volano può avere prestazioni molto più elevate della equivalente tecnologia elettrochimica e maggiormente indipendente dalla rete di distribuzione.

## Descrizione
Una tipica batteria a volano consiste in un rotore a sospensione magnetica, connesso ad un motore elettrico e/o un generatore elettrico, posto all'interno di una camera a vuoto, grazie alla quale si ha una riduzione dell'attrito. L'energia viene caricata e scaricata tramite un impianto elettrico che aumenta la velocità di rotazione fornendo energia elettrica e inversamente estrae energia elettrica rallentandone la rotazione con output elevatissimi.
La sospensione magnetica si rende indispensabile in quanto le normali trasmissioni del volano elettromeccanico provocano attriti direttamente proporzionali alla velocità rotazionale causando notevoli perdite di prestazioni. Il rotore a livelli di carica elevata può così operare ad un regime di circa 20.000-50.000 rpm, ovvero circa 333-833 Hz.
Le alte temperature operative hanno suggerito agli sviluppatori di utilizzare impianti di raffreddamento e superconduttori diamagnetici.
Perdite parassite come attriti ed isteresi delle trasmissioni, e/o i costi di un impianto di raffreddamento possono limitare l'economicità sebbene gli sviluppi recenti della tecnologia dei superconduttori abbiano permesso teoricamente di superare queste difficoltà.
È stato dimostrato che attualmente allo stato dell'arte, in una batteria a volano la densità di carica è dell'ordine dei 500 kJ/kg, l'efficienza (il rapporto tra energia immessa ed energia estratta) supera ampiamente il 90%, la potenza ricavata può essere di circa 133 kW, una carica può durare senza manutenzione alcuni decenni, il suo tipico ciclo vitale è compreso tra 105 e 107 ricariche complete, e la sua ricarica ai massimi livelli energetici può richiedere anche soli 15 minuti.

## Problemi
L'aumento della massa e del diametro non è praticabile oltre un certo punto nei mezzi mobili, dove si può ricorrere solamente all'aumento della velocità. Un effetto collaterale del volano nei mezzi di trasporto è dato inoltre dall'effetto giroscopico, che produce un momento angolare di verso opposto rispetto al verso di accelerazione angolare a cui è sottoposto il volano durante la carica o la scarica.
Una possibile soluzione consiste nel disporre il volano orizzontalmente, con l'asse parallelo all'asse di rotazione del mezzo oppure, come effettivamente attuato su alcuni prototipi, l'impiego di più volani contrapposti che bilanciano il loro effetto ruotando inversamente.

## Sicurezza
Un aspetto non trascurabile è quello della sicurezza. In caso di incidente con rottura dell'involucro di protezione, il volano continuerebbe a ruotare fino a scaricare l'energia accumulata, oppure potrebbe liberarla molto più bruscamente esplodendo.
Per avere un'idea dell'energia che si dovrebbe accumulare in un volano di automobile, si pensi che questa dovrebbe essere perlomeno nell'ordine di grandezza dell'energia contenuta in un normale serbatoio di benzina (circa un terzo, dato che la benzina nel motore a scoppio ha una conversione in energia cinetica inferiore al volano). Si è stimato che anche dopo avere spento l'automobile, il volano continuerebbe a ruotare liberamente per anni prima di fermarsi a causa delle perdite.
Sono stati studiati per l'uso su vasta scala dei contenitori in kevlar. In caso di incidente il volano entra in contatto con il contenitore interno portandolo in rotazione. Un fluido interposto tra i due contenitori provvederebbe a disperdere progressivamente l'energia sotto forma di calore. Il contenitore sarebbe inoltre in grado di resistere all'improvvisa esplosione della ruota per cedimento strutturale.

## Applicazioni

### Mezzi di trasporto
Nonostante siano stati costruiti prototipi di automobili con batteria a volano, la tecnologia è ancora largamente immatura ed i costi di questi sistemi sono ancora molto elevati data la loro natura sperimentale.
Il volano meccanico è agevolmente impiegato nei tram, dove le limitazioni di peso e volume sono meno stringenti rispetto all'automobile.
La sua funzione può essere quella di accumulare l'energia cinetica recuperata durante le frenate e l'energia prodotta da celle a combustibile, per impiegarla durante l'accelerazione.
In passato sono anche stati studiati tram a volano privi di motore, dove il volano era frequentemente ricaricato presso apposite stazioni.

### Sport automobilistici
Questo genere di sistemi è stato introdotto nel regolamento tecnico della Formula 1 dove ne è stato consentito l'utilizzo a partire dalla prima gara della stagione 2009. L'obiettivo è il miglioramento delle prestazioni energetiche delle monoposto da gara, ottenendo un duplice beneficio, prestazionale ed ambientale: il regolamento consente il recupero di un massimo di 400 kJ erogabili con una potenza massima di 60 kW (pari a circa 80 cavalli) per la durata di 6,67 secondi. In pratica durante una decelerazione un dispositivo Kers recupera l'energia cinetica sottratta alla rotazione dell'albero motore e la trasferisce alla batteria a volano accelerando il suo rotore che può successivamente cedere l'energia quando è necessario.
È stato utilizzato anche da Audi nel Wec per alcuni anni, mentre Toyota e Porsche usano batterie.

### Parchi tematici
Nel parco giochi tematico "Universal's Islands of Adventure", sito ad Orlando, (in Florida, Stati Uniti) alcune attrazioni utilizzano batterie a volano poiché i loro motori, che forniscono accelerazioni al di sopra delle normali esigenze, richiedono un'elevata quantità di potenza di picco.
Ne è esempio l'Incredible Hulk Roller Coaster, un ottovolante, che prima dell'adozione di questi dispositivi provocava un sovraccarico della rete elettrica locale ogni volta che i suoi motori richiedevano la massima potenza, la quale viene ora fornita senza problemi dai volani.